# الجمعية الصيدلية الكويتية
الجمعية الصيدلية الكويتية هي مؤسسة كويتية تعمل كجمعية مهنية للصيادلة في الكويت، تأسست في 27 أكتوبر عام 1974، ويقع مقرها في منطقة الجابرية.